# Vildbjerg
Vildbjerg er en stationsby nordvest for Herning med 4.027 indbyggere  (2024). Byen ligger i Vildbjerg Sogn i Herning Kommune i Region Midtjylland.
Den er især kendt for Vildbjerg Cup, der er en årlig ungdomsfodboldturnering.
Vildbjerg fungerer som satellitby til både Herning og Holstebro, hvor mange af byens borgere arbejder.
De lokale virksomheder er udprægede jern- og metalproducerende virksomheder, der er højt specialiserede og med et højteknologisk produktionsapparat.
Vildbjerg er ligeledes kendetegnet ved mange forskellige foreninger på en lang række forskellige felter og et højt aktivitetsniveau på fritidsområdet
Vildbjerg sports- og kulturcenter står for mange arrangementer i Vildbjerg og omegn. På centeret er der både svømmehal, hotel, konferencelokaler og meget mere. Der er et helt nyt og stort fitnesscenter, samt en ny sportshal.
Der er 30 fodboldbaner i Vildbjerg, her i blandt 2 kunststofbaner. Der er en kunststofmultibane, som mange af de unge mennesker benytter sig af.
Byen var indtil 2007 hovedby i den tidligere Trehøje Kommune.
Flere unge landmænd fra Vildbjerg-egnen skabte store virksomheder. Det gælder Brødrene Aage og Mads Eg Damgaard og Jens Bjerg Sørensen som skabte henholdsvis A Hereford Beefstouw, Egetæpper og JBS. Merrild Kaffe, Uno-X m.fl. er også stiftet af driftige folk fra Vildbjerg.
Vildbjerg er også kendt for deres oktobermesse, hvor der kommer boder fra forskellige virksomheder, fra Vildbjerg og byer omkring.
I Vildbjerg ligger de to skoler Kildebakkeskolen og Vildbjerg Skole. Kildebakkeskolen har fra 0. klasse til 6. klasse, derefter kommer eleverne over på Vildbjerg Skole.
Kendte personligheder fra Vildbjerg kan nævnes professionel fodboldspiller Henrik Risom (som også fik kampe på landsholdet) samt professionel håndboldspiller John Mikkelsen, nu direktør for TTH Holstebro.